# Aero Commander

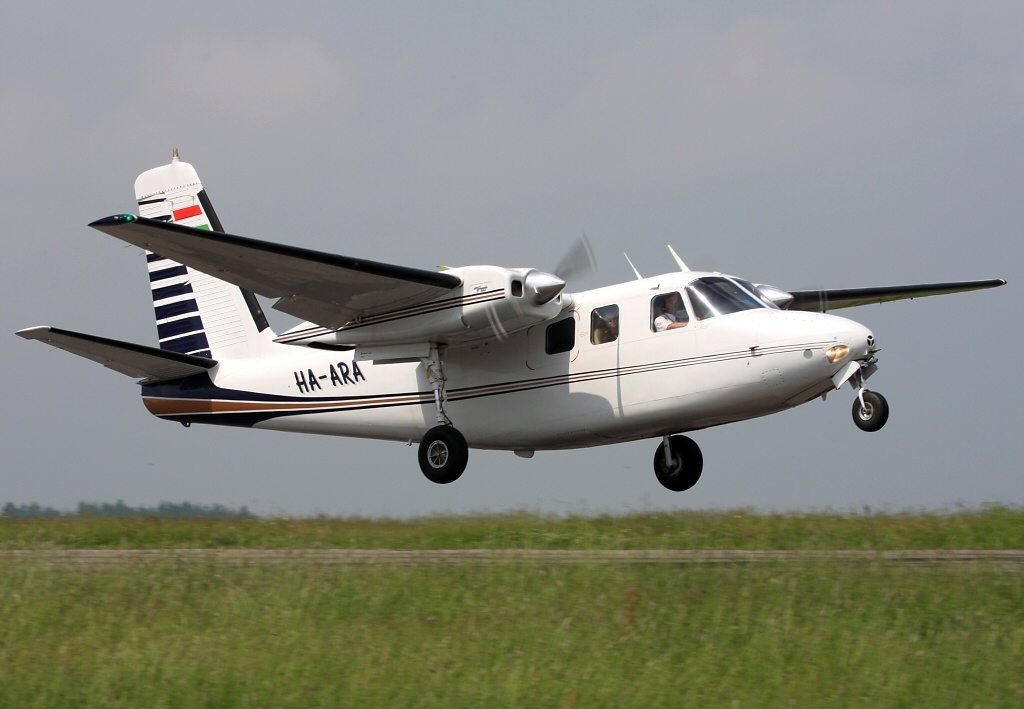
Aero Commander 500A (2010)

Aero Commander was een Amerikaanse vliegtuigfabrikant die werd opgericht in 1944. In de daaropvolgende jaren werd het een dochterbedrijf van Rockwell International en Gulfstream Aerospace. Het bedrijf beëindigde de vliegtuigproductie in 1986.

## Historie

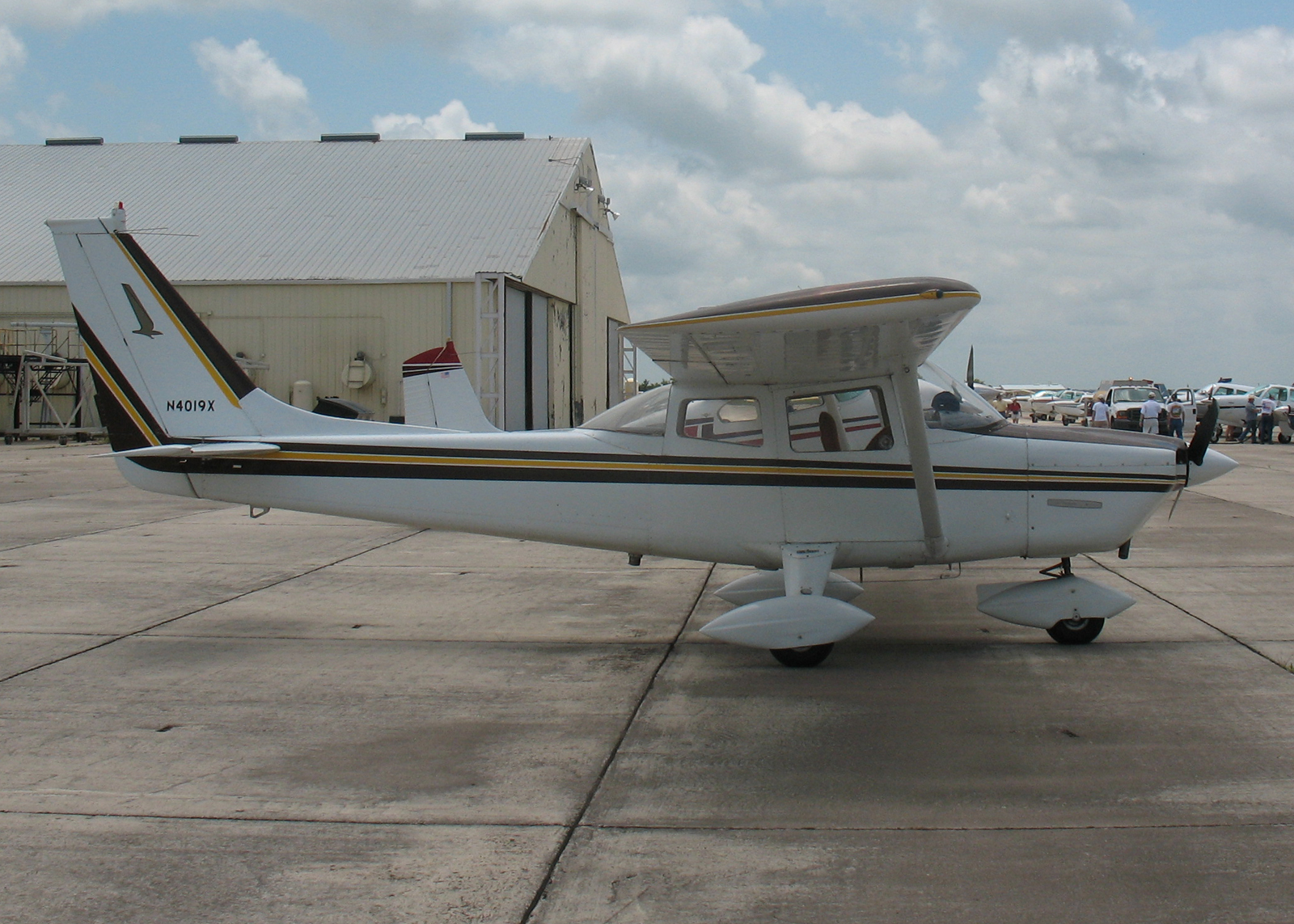
Aero Commander 100

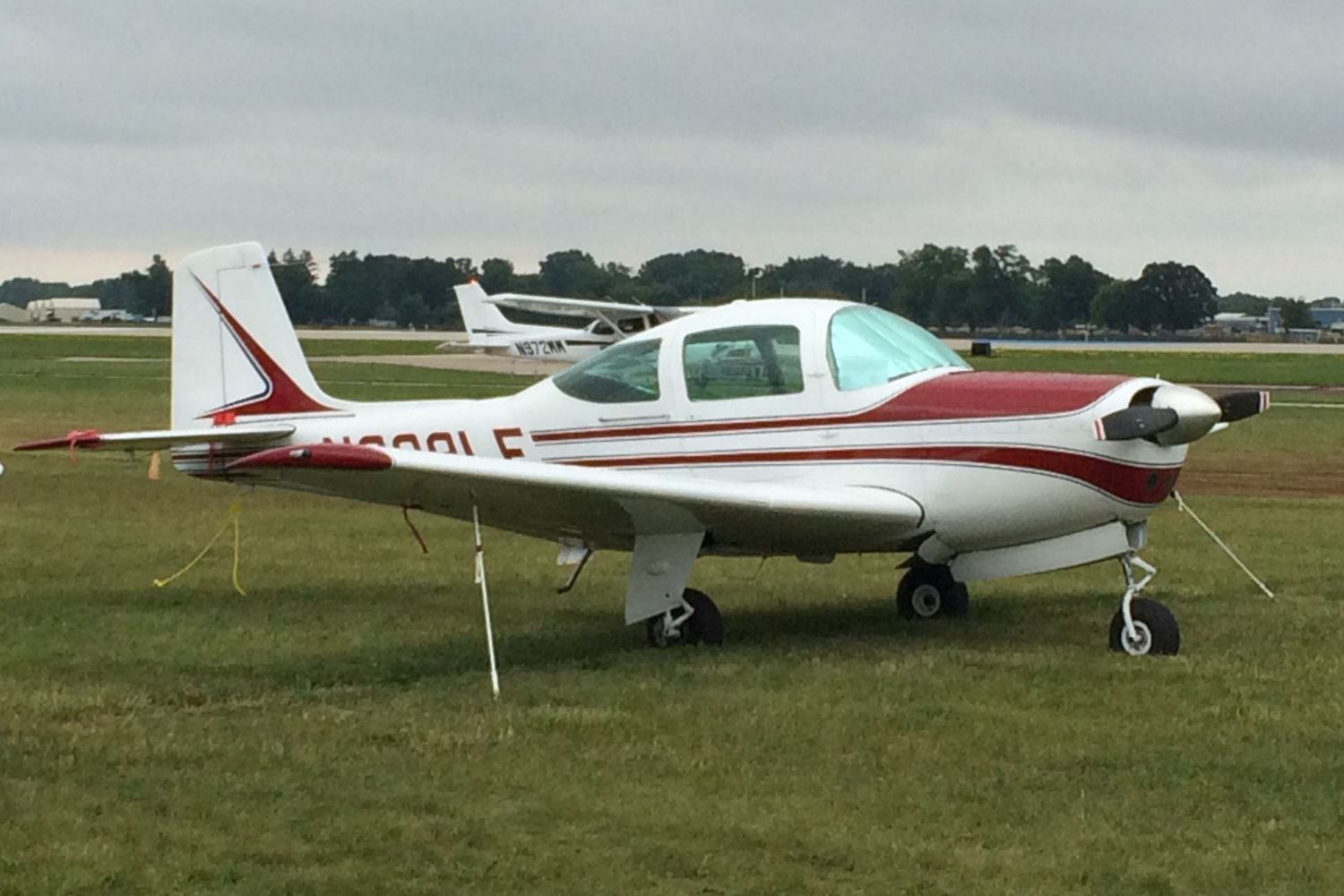
Aero Commander 200

Het bedrijf werd in 1944 opgericht door Ted Smith samen met een team van 14 andere luchtvaartingenieurs. Het eerste ontwerp was de tweemotorige Aero Commander die zijn eerste vlucht maakte op 23 april 1948. In 1950 werd het bedrijf omgedoopt tot Aero Design and Engineering Company. In 1951 rolden de eerste Aero Commander 520 zakenvliegtuigen uitgerust met zuigermotoren uit de fabriek in Oklahoma City. In 1954 werd model 520 opgevolgd door model 560 en 560A. In 1955 bestelde de Amerikaanse luchtmacht 15 exemplaren, waarvan er twee bestemd waren voor het transport van president Dwight D. Eisenhower. In 1958 kwam het model 720 Alti-Cruiser uitgerust met drukcabine gereed. In de jaren 1960 kwamen er ook verscheidene turboprop uitvoeringen op de markt. Het bedrijf was intussen door Rockwell International overgenomen en kreeg zijn oorspronkelijke naam Aero Commander weer terug.
Er werden ook diverse kleinere eenmotorige sport- en sproeivliegtuigen gebouwd onder de naam Aero Commander, waarvan de ontwerpen van andere luchtvaartbedrijven afkomstig waren. 

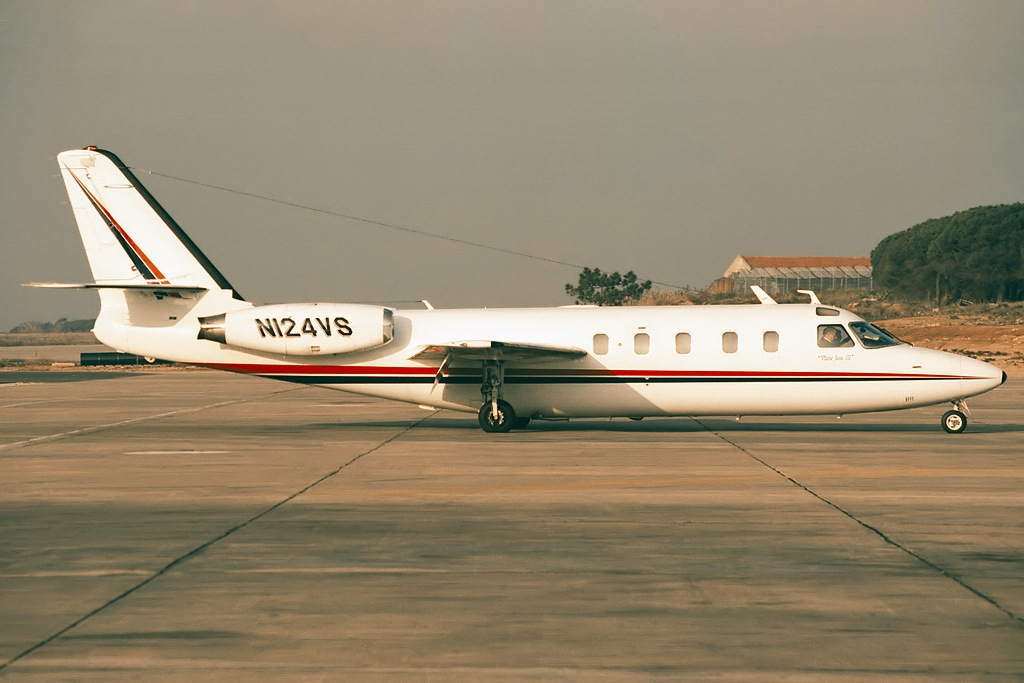
1121 Jet Commander

Aero Commander ontwikkelde ook een tweemotorige zakenjet, de 1121 Jet Commander. De eerste vlucht vond plaats in 1963. Na enige vertraging in het Jet Commander programma werd het eerste productietoestel in 1965 afgeleverd. In 1968 werden de bouwrechten op de Jet Commander verkocht aan Israel Aircraft Industries (IAI), die het toestel succesvol verder produceerde onder de naam Westwind. 
In februari 1981 werd het bedrijf verkocht aan Gulfstream Aerospace. De belangrijkste activiteit van het bedrijf, de productie van de Aero Commander, kwam in 1986 tot een einde. 
| Modellen                          | Eerste vlucht | Aantal gebouwd | Type                                                       |
| --------------------------------- | ------------- | -------------- | ---------------------------------------------------------- |
| Aero Commander 100                |               | 548            | Eenmotorig hoogdekker sportvliegtuig                       |
| Aero Commander 200                |               | 76             | Eenmotorig laagdekker sportvliegtuig                       |
| Ag Commander A-9                  |               |                | Eenmotorig landbouw sproeivliegtuig                        |
| Ag Commander S-2 Thrush           |               |                | Eenmotorig landbouw sproeivliegtuig                        |
| Aero Commander 500                | 1948          | 2902           | Tweemotorig hoogdekker vliegtuig voor vracht en passagiers |
| Aero Commander 1121 Jet Commander | 1963          | 150            | Tweemotorige turbofan zakenjet                             |